# Хірбет-аль-Мааза
Хірбет-аль-Мааза (араб. خربة المعزة) — місто в Сирії. Знаходиться в провінції Тартус, у районі Тартус. Є центром однойменної нохії.
| Сирія | Це незавершена стаття з географії Сирії. Ви можете допомогти проєкту, виправивши або дописавши її. |